# Ariadna Mingueza
Ariadna Mingueza García (Santa Perpètua de Mogoda , 22 de marzo de 2003), también conocida como Ari Mingueza, es una futbolista catalana que juega como centrocampista en el Granada Club de Fútbol (femenino) de la primera división española.

## Trayectoria
Mingueza se inició como futbolista jugando en el club de su ciudad, el U. C. F. Santa Perpètua, cuando tenía ocho años. Tras dos temporadas, se incorporó a la Unió Esportiva Centelles, y durante su primera y única temporada en este club su rendimiento llamó la atención de los observadores de las categorías inferiores del Barcelona, que la ficharon para su equipo sub-14 (Infantil Alevín).
De 2015 a 2021 Mingueza fue progresando por las diferentes categorías de la cantera del Barcelona, hasta que el 6 de marzo de 2021 debutó con el primer equipo en primera división ante el Santa Teresa, sustituyendo a Jenni Hermoso en el minuto 80 de partido. En julio de 2023 fichó por el Granada Club de Fútbol.

## Internacional
Mingueza fue invitada por primera vez a entrenar con España sub-16 por Toña Is el 2 de enero de 2018. Más tarde se convirtió en un nombre habitual en las convocatorias, así como posteriormente en la selección sub-17 que también dirigía Is. En el Campeonato de la UEFA Sub-17 de 2019, Mingueza formó parte de la selección española que llegó a la semifinal, pero fue derrotada por Holanda y no llegó a la final por primera vez desde 2013.
El primer partido de Mingueza con la selección sub-19 se produjo durante la clasificación para el Campeonato de la UEFA de 2022 contra Eslovaquia. Jugó el partido en su totalidad, como capitana de España. Tras 5 victorias y 1 empate a lo largo de dos rondas con Mingueza jugando a todos los partidos y 4 veces de titular, España logró clasificarse para la fase final del torneo. Ariadna marcó su primer gol con la selección Sub-19 en la victoria por 6-0 ante Portugal.

## Vida personal
Su hermano mayor, Óscar también fue jugador del Barcelona y actualmente juega en el Celta de Vigo, y se incorporó a La Masía en 2007.